# 翁長助裕
翁長 助裕（おなが すけひろ、1936年〈昭和11年〉3月14日 - 2011年〈平成23年〉1月15日）は、日本の政治家、地方公務員。沖縄県副知事、沖縄県議会議員。

## 略歴
1936年（昭和11年）3月14日、沖縄県那覇市古島に生まれる。1959年（昭和34年）に法政大学法学部政治学科を卒業、1962年（昭和37年）に法政大学大学院社会学研究科政治学専攻修士課程を修了し、琉球政府計画局に入る。
1972年（昭和47年）に沖縄県議会議員（2期）に当選し、1977年（昭和52年）に新自由クラブ沖縄県連代表に就任し、1979年（昭和54年）の衆議院沖縄県全県区に新自由クラブ公認で立候補するが落選する。1980年（昭和55年）に沖縄県教育委員（2期）、1984年（昭和59年）から教育委員長（3期）を務める。
1987年（昭和62年）に沖縄県出納長、1988年（昭和63年）に沖縄県副知事に就任する。副知事退任後は、沖縄県知事選挙に立候補するも現職大田昌秀に敗れる。その後、那覇空港ビルディング会長、沖縄県環境科学センター会長、国際ビル産業会長などを歴任した。
1996年、第41回衆議院議員総選挙に自由民主党公認で比例九州ブロック単独（34位）で立候補するが落選。
2011年（平成23年）1月15日、死去。74歳没。

## 親族
沖縄県の振興開発や教育行政の向上に尽くした。真和志市長、立法院議員などを務めた翁長助静は実父、那覇市長、沖縄県知事を務めた翁長雄志は実弟。
- 妻・孝枝(1937年2月8日生、法政大学大学院卒、元沖縄県教育委員会委員長、沖縄県行政オンブズマン[1])
  - 長女・乾美佳(1966年7月18日生、神奈川歯科大学卒、歯科医師、たろう歯科医院長乾太郎妻[1]）
    - 孫娘三人[1]

  - 次女・由香(1970年1月31日生、玉川大学卒、オキナワ観光[1])
    - 娘一人[1]

## 著書
- 『私の沖縄政治論-自治の確立をめざして』（新星図書出版、1981年）

## 参考
- 『現代物故者事典2009-2011』（日外アソシエーツ、2012年）